# 1562
Portal Geschichte | Portal Biografien | Aktuelle Ereignisse | Jahreskalender | Tagesartikel

◄ |
15. Jahrhundert |
16. Jahrhundert
| 17. Jahrhundert | ►

◄ |
1530er |
1540er |
1550er |
1560er
| 1570er | 1580er | 1590er | ►

◄◄ |
◄ |
1558 |
1559 |
1560 |
1561 |
1562
| 1563 | 1564 | 1565 | 1566 | ► | ►►
Staatsoberhäupter  · Nekrolog  · Literaturjahr · Musikjahr
| Januar | Januar | Januar | Januar | Januar | Januar | Januar | Januar |
| Kw     | Mo     | Di     | Mi     | Do     | Fr     | Sa     | So     |
| ------ | ------ | ------ | ------ | ------ | ------ | ------ | ------ |
| 1      |        |        |        | 1      | 2      | 3      | 4      |
| 2      | 5      | 6      | 7      | 8      | 9      | 10     | 11     |
| 3      | 12     | 13     | 14     | 15     | 16     | 17     | 18     |
| 4      | 19     | 20     | 21     | 22     | 23     | 24     | 25     |
| 5      | 26     | 27     | 28     | 29     | 30     | 31     |        |

| Februar | Februar | Februar | Februar | Februar | Februar | Februar | Februar |
| Kw      | Mo      | Di      | Mi      | Do      | Fr      | Sa      | So      |
| ------- | ------- | ------- | ------- | ------- | ------- | ------- | ------- |
| 5       |         |         |         |         |         |         | 1       |
| 6       | 2       | 3       | 4       | 5       | 6       | 7       | 8       |
| 7       | 9       | 10      | 11      | 12      | 13      | 14      | 15      |
| 8       | 16      | 17      | 18      | 19      | 20      | 21      | 22      |
| 9       | 23      | 24      | 25      | 26      | 27      | 28      |         |

| März | März | März | März | März | März | März | März |
| Kw   | Mo   | Di   | Mi   | Do   | Fr   | Sa   | So   |
| ---- | ---- | ---- | ---- | ---- | ---- | ---- | ---- |
| 9    |      |      |      |      |      |      | 1    |
| 10   | 2    | 3    | 4    | 5    | 6    | 7    | 8    |
| 11   | 9    | 10   | 11   | 12   | 13   | 14   | 15   |
| 12   | 16   | 17   | 18   | 19   | 20   | 21   | 22   |
| 13   | 23   | 24   | 25   | 26   | 27   | 28   | 29   |
| 14   | 30   | 31   |      |      |      |      |      |

| April | April | April | April | April | April | April | April |
| Kw    | Mo    | Di    | Mi    | Do    | Fr    | Sa    | So    |
| ----- | ----- | ----- | ----- | ----- | ----- | ----- | ----- |
| 14    |       |       | 1     | 2     | 3     | 4     | 5     |
| 15    | 6     | 7     | 8     | 9     | 10    | 11    | 12    |
| 16    | 13    | 14    | 15    | 16    | 17    | 18    | 19    |
| 17    | 20    | 21    | 22    | 23    | 24    | 25    | 26    |
| 18    | 27    | 28    | 29    | 30    |       |       |       |

| Mai | Mai | Mai | Mai | Mai | Mai | Mai | Mai |
| Kw  | Mo  | Di  | Mi  | Do  | Fr  | Sa  | So  |
| --- | --- | --- | --- | --- | --- | --- | --- |
| 18  |     |     |     |     | 1   | 2   | 3   |
| 19  | 4   | 5   | 6   | 7   | 8   | 9   | 10  |
| 20  | 11  | 12  | 13  | 14  | 15  | 16  | 17  |
| 21  | 18  | 19  | 20  | 21  | 22  | 23  | 24  |
| 22  | 25  | 26  | 27  | 28  | 29  | 30  | 31  |

| Juni | Juni | Juni | Juni | Juni | Juni | Juni | Juni |
| Kw   | Mo   | Di   | Mi   | Do   | Fr   | Sa   | So   |
| ---- | ---- | ---- | ---- | ---- | ---- | ---- | ---- |
| 23   | 1    | 2    | 3    | 4    | 5    | 6    | 7    |
| 24   | 8    | 9    | 10   | 11   | 12   | 13   | 14   |
| 25   | 15   | 16   | 17   | 18   | 19   | 20   | 21   |
| 26   | 22   | 23   | 24   | 25   | 26   | 27   | 28   |
| 27   | 29   | 30   |      |      |      |      |      |

| Juli | Juli | Juli | Juli | Juli | Juli | Juli | Juli |
| Kw   | Mo   | Di   | Mi   | Do   | Fr   | Sa   | So   |
| ---- | ---- | ---- | ---- | ---- | ---- | ---- | ---- |
| 27   |      |      | 1    | 2    | 3    | 4    | 5    |
| 28   | 6    | 7    | 8    | 9    | 10   | 11   | 12   |
| 29   | 13   | 14   | 15   | 16   | 17   | 18   | 19   |
| 30   | 20   | 21   | 22   | 23   | 24   | 25   | 26   |
| 31   | 27   | 28   | 29   | 30   | 31   |      |      |

| August | August | August | August | August | August | August | August |
| Kw     | Mo     | Di     | Mi     | Do     | Fr     | Sa     | So     |
| ------ | ------ | ------ | ------ | ------ | ------ | ------ | ------ |
| 31     |        |        |        |        |        | 1      | 2      |
| 32     | 3      | 4      | 5      | 6      | 7      | 8      | 9      |
| 33     | 10     | 11     | 12     | 13     | 14     | 15     | 16     |
| 34     | 17     | 18     | 19     | 20     | 21     | 22     | 23     |
| 35     | 24     | 25     | 26     | 27     | 28     | 29     | 30     |
| 36     | 31     |        |        |        |        |        |        |

| September | September | September | September | September | September | September | September |
| Kw        | Mo        | Di        | Mi        | Do        | Fr        | Sa        | So        |
| --------- | --------- | --------- | --------- | --------- | --------- | --------- | --------- |
| 36        |           | 1         | 2         | 3         | 4         | 5         | 6         |
| 37        | 7         | 8         | 9         | 10        | 11        | 12        | 13        |
| 38        | 14        | 15        | 16        | 17        | 18        | 19        | 20        |
| 39        | 21        | 22        | 23        | 24        | 25        | 26        | 27        |
| 40        | 28        | 29        | 30        |           |           |           |           |

| Oktober | Oktober | Oktober | Oktober | Oktober | Oktober | Oktober | Oktober |
| Kw      | Mo      | Di      | Mi      | Do      | Fr      | Sa      | So      |
| ------- | ------- | ------- | ------- | ------- | ------- | ------- | ------- |
| 40      |         |         |         | 1       | 2       | 3       | 4       |
| 41      | 5       | 6       | 7       | 8       | 9       | 10      | 11      |
| 42      | 12      | 13      | 14      | 15      | 16      | 17      | 18      |
| 43      | 19      | 20      | 21      | 22      | 23      | 24      | 25      |
| 44      | 26      | 27      | 28      | 29      | 30      | 31      |         |

| November | November | November | November | November | November | November | November |
| Kw       | Mo       | Di       | Mi       | Do       | Fr       | Sa       | So       |
| -------- | -------- | -------- | -------- | -------- | -------- | -------- | -------- |
| 44       |          |          |          |          |          |          | 1        |
| 45       | 2        | 3        | 4        | 5        | 6        | 7        | 8        |
| 46       | 9        | 10       | 11       | 12       | 13       | 14       | 15       |
| 47       | 16       | 17       | 18       | 19       | 20       | 21       | 22       |
| 48       | 23       | 24       | 25       | 26       | 27       | 28       | 29       |
| 49       | 30       |          |          |          |          |          |          |

| Dezember | Dezember | Dezember | Dezember | Dezember | Dezember | Dezember | Dezember |
| Kw       | Mo       | Di       | Mi       | Do       | Fr       | Sa       | So       |
| -------- | -------- | -------- | -------- | -------- | -------- | -------- | -------- |
| 49       |          | 1        | 2        | 3        | 4        | 5        | 6        |
| 50       | 7        | 8        | 9        | 10       | 11       | 12       | 13       |
| 51       | 14       | 15       | 16       | 17       | 18       | 19       | 20       |
| 52       | 21       | 22       | 23       | 24       | 25       | 26       | 27       |
| 53       | 28       | 29       | 30       | 31       |          |          |          |

| Januar | Januar | Januar | Januar | Januar | Januar | Januar | Januar |
| Kw     | Mo     | Di     | Mi     | Do     | Fr     | Sa     | So     |
| ------ | ------ | ------ | ------ | ------ | ------ | ------ | ------ |
| 1      |        |        |        | 1      | 2      | 3      | 4      |
| 2      | 5      | 6      | 7      | 8      | 9      | 10     | 11     |
| 3      | 12     | 13     | 14     | 15     | 16     | 17     | 18     |
| 4      | 19     | 20     | 21     | 22     | 23     | 24     | 25     |
| 5      | 26     | 27     | 28     | 29     | 30     | 31     |        |

| Februar | Februar | Februar | Februar | Februar | Februar | Februar | Februar |
| Kw      | Mo      | Di      | Mi      | Do      | Fr      | Sa      | So      |
| ------- | ------- | ------- | ------- | ------- | ------- | ------- | ------- |
| 5       |         |         |         |         |         |         | 1       |
| 6       | 2       | 3       | 4       | 5       | 6       | 7       | 8       |
| 7       | 9       | 10      | 11      | 12      | 13      | 14      | 15      |
| 8       | 16      | 17      | 18      | 19      | 20      | 21      | 22      |
| 9       | 23      | 24      | 25      | 26      | 27      | 28      |         |

| März | März | März | März | März | März | März | März |
| Kw   | Mo   | Di   | Mi   | Do   | Fr   | Sa   | So   |
| ---- | ---- | ---- | ---- | ---- | ---- | ---- | ---- |
| 9    |      |      |      |      |      |      | 1    |
| 10   | 2    | 3    | 4    | 5    | 6    | 7    | 8    |
| 11   | 9    | 10   | 11   | 12   | 13   | 14   | 15   |
| 12   | 16   | 17   | 18   | 19   | 20   | 21   | 22   |
| 13   | 23   | 24   | 25   | 26   | 27   | 28   | 29   |
| 14   | 30   | 31   |      |      |      |      |      |

| April | April | April | April | April | April | April | April |
| Kw    | Mo    | Di    | Mi    | Do    | Fr    | Sa    | So    |
| ----- | ----- | ----- | ----- | ----- | ----- | ----- | ----- |
| 14    |       |       | 1     | 2     | 3     | 4     | 5     |
| 15    | 6     | 7     | 8     | 9     | 10    | 11    | 12    |
| 16    | 13    | 14    | 15    | 16    | 17    | 18    | 19    |
| 17    | 20    | 21    | 22    | 23    | 24    | 25    | 26    |
| 18    | 27    | 28    | 29    | 30    |       |       |       |

| Mai | Mai | Mai | Mai | Mai | Mai | Mai | Mai |
| Kw  | Mo  | Di  | Mi  | Do  | Fr  | Sa  | So  |
| --- | --- | --- | --- | --- | --- | --- | --- |
| 18  |     |     |     |     | 1   | 2   | 3   |
| 19  | 4   | 5   | 6   | 7   | 8   | 9   | 10  |
| 20  | 11  | 12  | 13  | 14  | 15  | 16  | 17  |
| 21  | 18  | 19  | 20  | 21  | 22  | 23  | 24  |
| 22  | 25  | 26  | 27  | 28  | 29  | 30  | 31  |

| Juni | Juni | Juni | Juni | Juni | Juni | Juni | Juni |
| Kw   | Mo   | Di   | Mi   | Do   | Fr   | Sa   | So   |
| ---- | ---- | ---- | ---- | ---- | ---- | ---- | ---- |
| 23   | 1    | 2    | 3    | 4    | 5    | 6    | 7    |
| 24   | 8    | 9    | 10   | 11   | 12   | 13   | 14   |
| 25   | 15   | 16   | 17   | 18   | 19   | 20   | 21   |
| 26   | 22   | 23   | 24   | 25   | 26   | 27   | 28   |
| 27   | 29   | 30   |      |      |      |      |      |

| Juli | Juli | Juli | Juli | Juli | Juli | Juli | Juli |
| Kw   | Mo   | Di   | Mi   | Do   | Fr   | Sa   | So   |
| ---- | ---- | ---- | ---- | ---- | ---- | ---- | ---- |
| 27   |      |      | 1    | 2    | 3    | 4    | 5    |
| 28   | 6    | 7    | 8    | 9    | 10   | 11   | 12   |
| 29   | 13   | 14   | 15   | 16   | 17   | 18   | 19   |
| 30   | 20   | 21   | 22   | 23   | 24   | 25   | 26   |
| 31   | 27   | 28   | 29   | 30   | 31   |      |      |

| August | August | August | August | August | August | August | August |
| Kw     | Mo     | Di     | Mi     | Do     | Fr     | Sa     | So     |
| ------ | ------ | ------ | ------ | ------ | ------ | ------ | ------ |
| 31     |        |        |        |        |        | 1      | 2      |
| 32     | 3      | 4      | 5      | 6      | 7      | 8      | 9      |
| 33     | 10     | 11     | 12     | 13     | 14     | 15     | 16     |
| 34     | 17     | 18     | 19     | 20     | 21     | 22     | 23     |
| 35     | 24     | 25     | 26     | 27     | 28     | 29     | 30     |
| 36     | 31     |        |        |        |        |        |        |

| September | September | September | September | September | September | September | September |
| Kw        | Mo        | Di        | Mi        | Do        | Fr        | Sa        | So        |
| --------- | --------- | --------- | --------- | --------- | --------- | --------- | --------- |
| 36        |           | 1         | 2         | 3         | 4         | 5         | 6         |
| 37        | 7         | 8         | 9         | 10        | 11        | 12        | 13        |
| 38        | 14        | 15        | 16        | 17        | 18        | 19        | 20        |
| 39        | 21        | 22        | 23        | 24        | 25        | 26        | 27        |
| 40        | 28        | 29        | 30        |           |           |           |           |

| Oktober | Oktober | Oktober | Oktober | Oktober | Oktober | Oktober | Oktober |
| Kw      | Mo      | Di      | Mi      | Do      | Fr      | Sa      | So      |
| ------- | ------- | ------- | ------- | ------- | ------- | ------- | ------- |
| 40      |         |         |         | 1       | 2       | 3       | 4       |
| 41      | 5       | 6       | 7       | 8       | 9       | 10      | 11      |
| 42      | 12      | 13      | 14      | 15      | 16      | 17      | 18      |
| 43      | 19      | 20      | 21      | 22      | 23      | 24      | 25      |
| 44      | 26      | 27      | 28      | 29      | 30      | 31      |         |

| November | November | November | November | November | November | November | November |
| Kw       | Mo       | Di       | Mi       | Do       | Fr       | Sa       | So       |
| -------- | -------- | -------- | -------- | -------- | -------- | -------- | -------- |
| 44       |          |          |          |          |          |          | 1        |
| 45       | 2        | 3        | 4        | 5        | 6        | 7        | 8        |
| 46       | 9        | 10       | 11       | 12       | 13       | 14       | 15       |
| 47       | 16       | 17       | 18       | 19       | 20       | 21       | 22       |
| 48       | 23       | 24       | 25       | 26       | 27       | 28       | 29       |
| 49       | 30       |          |          |          |          |          |          |

| Dezember | Dezember | Dezember | Dezember | Dezember | Dezember | Dezember | Dezember |
| Kw       | Mo       | Di       | Mi       | Do       | Fr       | Sa       | So       |
| -------- | -------- | -------- | -------- | -------- | -------- | -------- | -------- |
| 49       |          | 1        | 2        | 3        | 4        | 5        | 6        |
| 50       | 7        | 8        | 9        | 10       | 11       | 12       | 13       |
| 51       | 14       | 15       | 16       | 17       | 18       | 19       | 20       |
| 52       | 21       | 22       | 23       | 24       | 25       | 26       | 27       |
| 53       | 28       | 29       | 30       | 31       |          |          |          |

## Ereignisse

### Politik und Weltgeschehen

#### Heiliges Römisches Reich

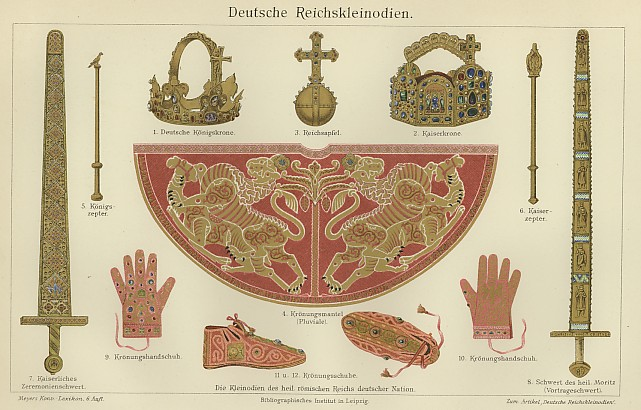
Die Reichsinsignien des Heiligen Römischen Reiches

- 24. November: Maximilian II. wird in Frankfurt am Main zum römisch-deutschen König gewählt. Bis 1792 wird der Frankfurter Dom Krönungsort der deutschen Könige und Römisch-deutschen Kaiser sein.

#### Frankreich
- Im Edikt von Saint-Germain-en-Laye sichert am 17. Januar die französische Regentin Katharina von Medici dem hugenottischen Adel eingeschränkte Glaubensfreiheit im katholisch orientierten Königreich zu. Der auch als 1. Religionsedikt bezeichnete königliche Erlass erlaubt es, in Vorstädten oder draußen auf dem Land dem von der katholischen Gesinnung abweichenden Glauben nachzugehen.

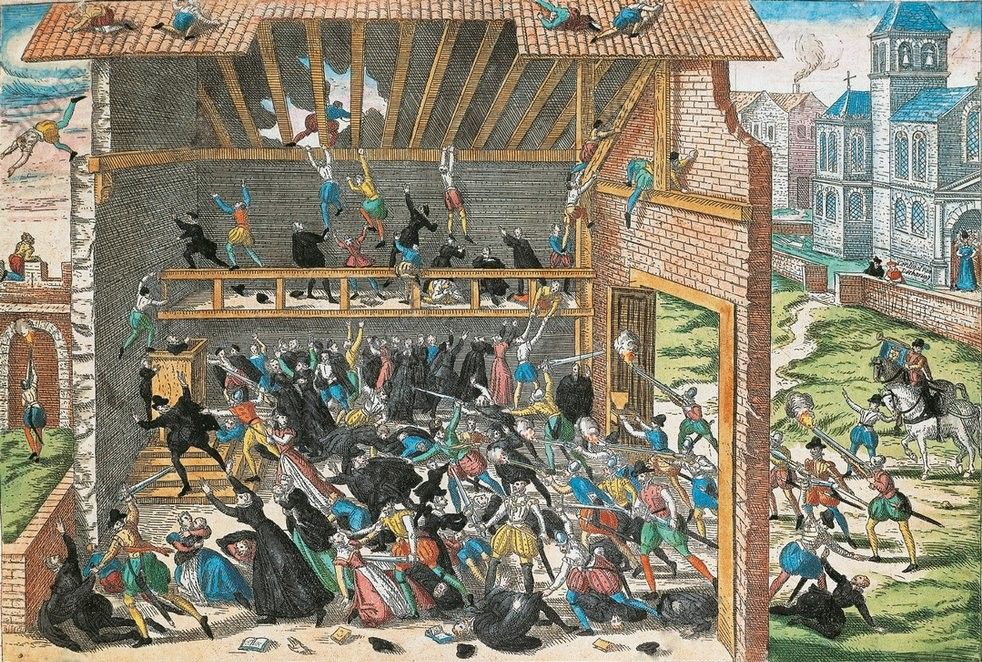
Das Blutbad von Wassy, kolorierter Kupferstich von Frans Hogenberg

- 1. März: Der katholische Franz von Guise ordnet einen Überfall samt Massaker auf Protestanten bei der Stadt Wassy an. Danach bricht in Frankreich der erste Hugenottenkrieg aus.
- 9. Oktober: Erster Hugenottenkrieg: In der Schlacht von Vergt unterliegen die Hugenotten dem katholischen Heer unter Blaise de Monluc.
- 19. Dezember: Die Schlacht bei Dreux verlieren im Ersten Hugenottenkrieg die Truppen der französischen Protestanten unter dem Befehl von Ludwig I. Prinz von Condé und Admiral Gaspard von Coligny. Der Prinz von Condé gerät in Gefangenschaft der katholischen Armee unter François de Lorraine, duc de Guise.

#### Schottland
- Januar: Der katholische Adelige George Gordon, 4. Earl of Huntly, kritisiert die Politik der schottischen Königin Maria Stuart gegenüber den Katholiken und fällt deshalb bei ihr in Ungnade. Sie entzieht Huntly das Earldom of Moray und ernennt Anfang Februar ihren Halbbruder Lord James Stewart zum neuen Earl of Moray. Huntly wird geächtet und aufgefordert alle Geschütze des Huntly Castles an die Königin auszuliefern. Dieser beginnt daraufhin im Sommer mit seinen Söhnen einen Aufstand, der von der Königin und James Stewart bis November blutig niedergeschlagen wird.

#### Weitere Ereignisse in Europa
- Cosimo I. de’ Medici gründet den Stephansorden zur Bekämpfung der Seeräuberei und Verteidigung des Glaubens.

#### Amerika
- Der spanische Konquistador Pedro González gründet im heutigen Venezuela die Stadt La Asunción.
- Der französische Seefahrer Jean Ribault wird von Gaspard II. de Coligny, seigneur de Châtillon, beauftragt, eine Hugenottenkolonie in Nordamerika zu gründen. Er segelt nach Florida und gründet die Siedlung Charles Forte in der Region des heutigen Port Royal in South Carolina, die aber schon nach einem Jahr wieder verlassen werden muss. Einer von Ribaults Begleitern auf der Expedition ist René Goulaine de Laudonnière.

### Wissenschaft und Technik
- Am 12. Mai wird von den Jesuiten unter Petrus Canisius in Innsbruck eine Lateinschule als Vorläufer des Akademischen Gymnasiums gegründet und der Schulbetrieb am 25. Juni eröffnet, aus dem 1669 die Universität Innsbruck hervorgeht.
- König Philipp II. von Spanien gründet die Université de Douai in Douai, die heutige Université Lille Nord de France in Lille.
- Der Kaufmann Alessio Fontana gründet die Universität Sassari auf Sardinien.
- Auf der Amerika-Karte des an der spanischen Casa de Contratación angestellten Kartographen Diego Gutiérrez findet sich erstmals der Name California.
- Die Pünte bei Wiltshausen, eine kleine handbetriebene Fähre, wird erstmals urkundlich erwähnt.

### Kultur

#### Bildende Kunst

Der Sturz der rebellierenden Engel, Öl auf Holz

- Pieter Bruegel der Ältere malt in Öl auf Holz das Gemälde Der Sturz der rebellierenden Engel.
- Tommaso Rangone, Hochmeister der Scuola Grande di San Marco in Venedig, beauftragt Jacopo Tintoretto mit der Darstellung der Wunder des heiligen Markus für die Ausschmückung der Räumlichkeiten der Scuola. Bis 1566 entstehen die Werke Die Auffindung des Leichnams des heiligen Markus, Die Bergung des Leichnams des heiligen Markus und Die Rettung eines Sarazenen.

### Gesellschaft
- um 1562: Der Gasthof Zum Roten Hirsch, die älteste Ausspanne und eines der ältesten profanen Bauwerke in Eilenburg, wird errichtet.

### Religion

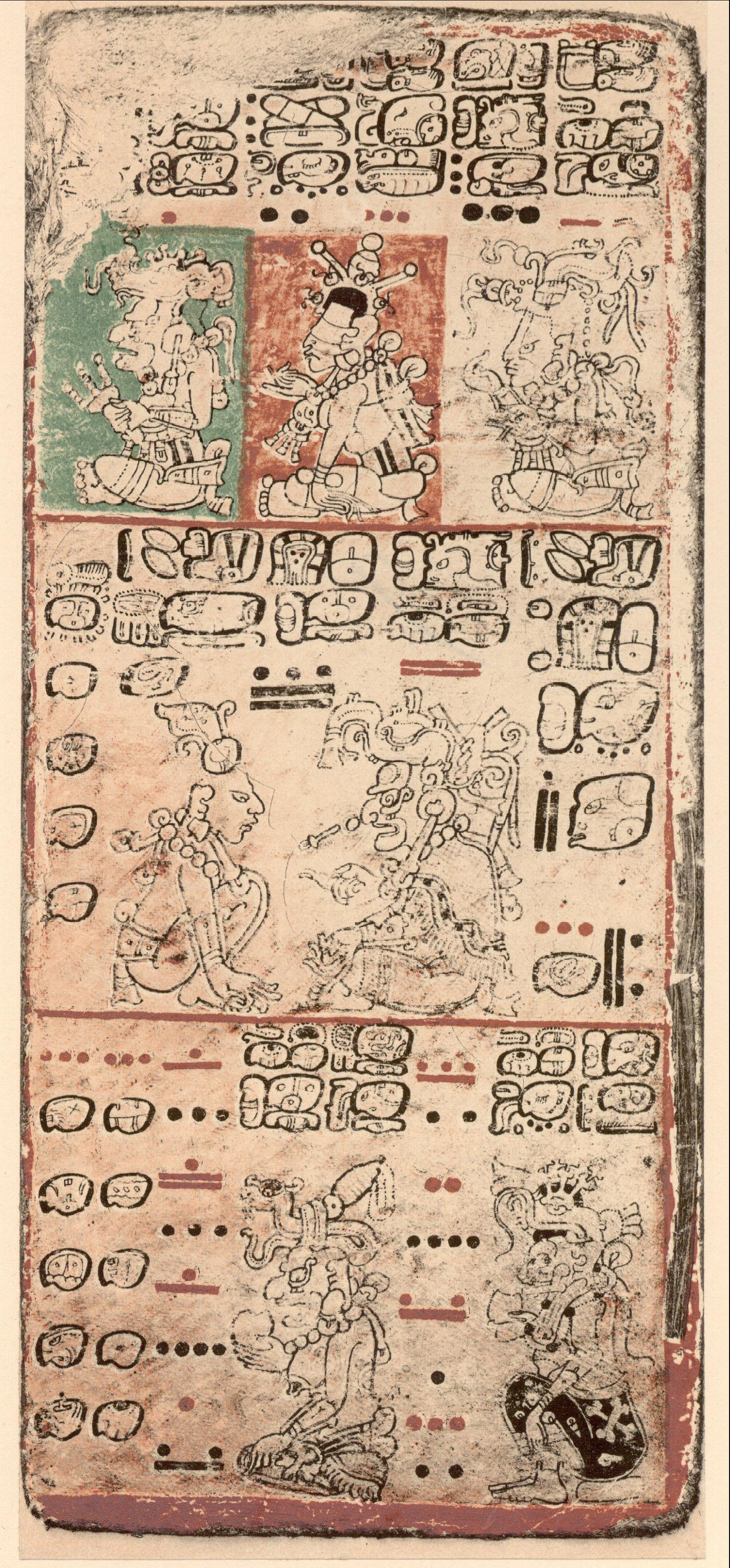
Seite 9 des Dresdner Codex

- 12. Juli: Diego de Landa lässt als Inquisitor von Yucatán bei einem Autodafé Schriften, Bilder und Symbole der Maya verbrennen. Er will damit Indios zum christlichen Glauben bekehren. Nur vier Maya-Codices bleiben erhalten.
- Friedrich IV. von Wied wird Erzbischof von Köln. Er folgt dem am 2. November verstorbenen Gebhard von Mansfeld.
- Die Bände V und VI der Magdeburger Centurien, einer Kirchengeschichte aus Sicht der Reformation, erscheinen.
- Die dritte und letzte Trienter Periode des Konzils von Trient beginnt. Sie bringt Klarstellungen und Abgrenzungen zum Protestantismus, unter anderem zu den Sakramenten der Weihe und der Ehe sowie zur katholischen Liturgie.
- Die endgültige Fassung des Genfer Psalters, des zentralen reformierten Gesangbuches, wird in französischer Sprache herausgegeben.

### Katastrophen
- 18. Oktober: Vor der spanischen Küste, nahe Málaga, gerät ein aus 28 Galeeren bestehendes spanisches Geschwader in einen starken Orkan. 25 Galeeren kentern und sinken in meterhohen Wellen, wobei rund 4.000 Seeleute, Seesoldaten und Rudersklaven ertrinken. Unter den Toten ist auch Don Juan de Mendoza, der Geschwaderchef. Nur drei Galeeren erreichen später den Hafen von Málaga.
- Der Ausbruch des Vulkans auf Pico führt zu einer Auswanderungswelle von der Azoreninsel.

## Historische Karten und Ansichten

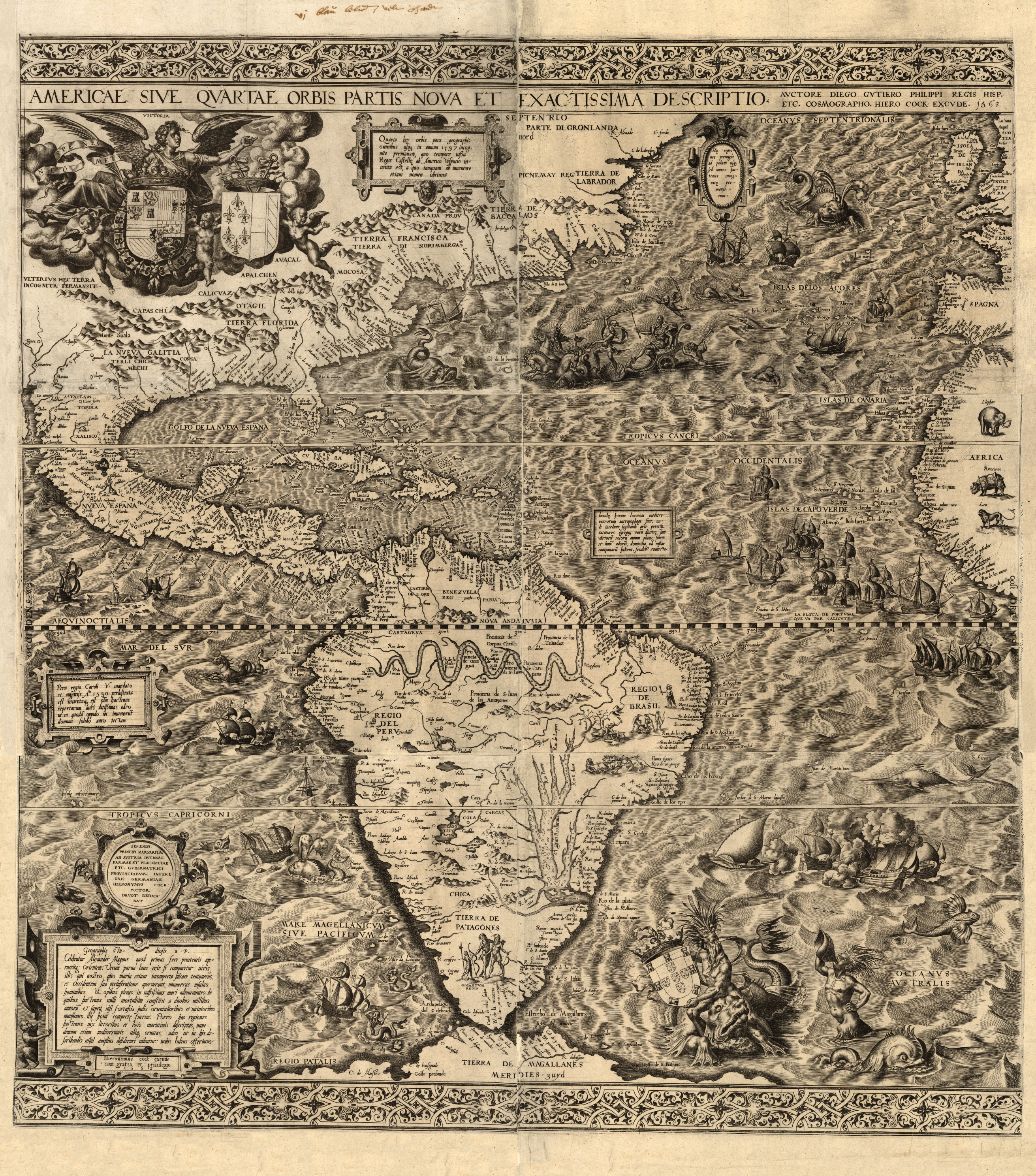
Amerika-Karte von Diego Gutiérrez

## Geboren

### Geburtsdatum gesichert
- 12. Januar: Karl Emanuel I., Herzog von Savoyen († 1630)
- 23. März: Kilian Stisser, deutscher Jurist, Rat und Kanzler des Erzstiftes Magdeburg († 1620)
- 27. März: Jakob Gretser, lateinischer Philologe, Historiker, Dramatiker und Polemiker der Gegenreformation in Deutschland († 1625)
- 30. März: Charles II. de Bourbon, Erzbischof von Rouen († 1594)
- 21. April: Valerius Herberger, lutherischer Theologe, Dichter und Schriftsteller in Polen († 1627)
- 24. April: Xu Guangqi, chinesischer Gelehrter und Minister der Ming-Dynastie  († 1633)
- 25. April: Friedrich Wilhelm I., Herzog von Sachsen-Weimar († 1602)
- 30. April: Georg Friedrich I., Graf zu Hohenlohe-Waldenburg († 1600)
- 11. Mai: Katharina Kolowrat von Liebsteinsky, aus Tirol stammende Adelige und Kammerfrau († 1618)
- 26. Mai: Jakob III. von Baden, Markgraf von Baden-Hachberg († 1590)
- 26. Mai: Andreas Osiander der Jüngere, deutscher lutherischer Theologe und Kirchenlieddichter († 1617)
- 29. Mai: Johann Wilhelm von Jülich-Kleve-Berg, Bischof von Münster und Herzog von Jülich-Kleve-Berg († 1609)
- 28. Juni: Paul Tarnow, deutscher lutherischer Theologe, Rektor der Universität Rostock († 1633)
- 01. September: Georg, Graf von Nassau-Dillenburg († 1623)
- 21. September: Vincenzo I. Gonzaga, Herzog von Mantua und Montferrat († 1612)
- 24. September: Hercule, Herr von Monaco († 1604)
- 25. September: Johann (II.) von Pasqualini, deutscher Architekt und Festungsbauer († 1612)
- 05. Oktober: Heinrich Krefting, Bremer Rechtsgelehrter und Politiker († 1611)
- 19. Oktober: George Abbot, englischer Prälat († 1633)

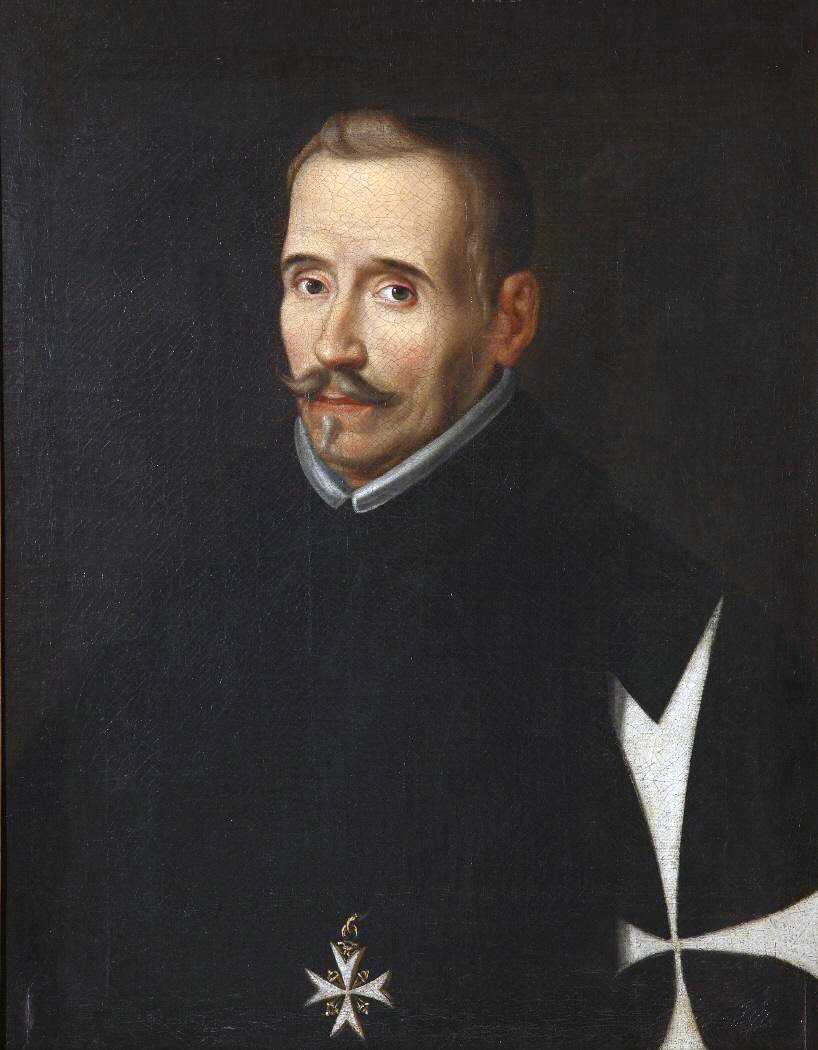
Lope de Vega

- 25. November: Lope Félix de Vega Carpio, spanischer Lyriker († 1635)
- 18. Dezember: Philipp Dulichius, deutscher Komponist († 1631)
- 30. Dezember: Henning Dedekind, deutscher Komponist († 1626)

### Genaues Geburtsdatum unbekannt
- Bartholomäus Gesius, deutscher Kantor und Komponist († 1613)

## Gestorben

### Erstes Halbjahr
- 7. Januar: Johannes IV. Beck, Abt des Zisterzienserklosters in Ebrach (* 1516)
- 20. Januar: Balthasar von Promnitz, Bischof von Breslau (* 1488)
- 11. Februar: Johannes Stigel, deutscher Poet und Rhetoriker (* 1515)
- 13. Februar: François I. de Clèves, Graf von Nevers und Eu sowie Graf von Beaufort (* 1516)
- 19. Februar: Eberwin III., Graf von Bentheim-Steinfurt (* 1536)
- 07. März: Michael Lindener, deutscher Schwankdichter (* um 1520)
- 25. März: Gerd Omeken, deutscher evangelischer Theologe und Reformator (* um 1500)
- 22. April: François II. de Tournon, Erzbischof von Lyon (* 1489)
- 30. April: Brigitta von Pfalz-Simmern, Äbtissin im Stift Neuburg (* 1516)
- 04. Mai: Lelio Sozzini, italienischer Humanist, Jurist und Theologe (* 1525)
- 16. Mai: Adham Khan, Politiker im Mogulreich (* unbekannt)
- 02. Juni: Thomas III. Nádasdy, ungarischer Magnat und Palatin des Königs (* 1498)
- 30. Juni: Jacobus Probst, evangelischer Theologe und Bremer Superintendent (* um 1486)

### Zweites Halbjahr

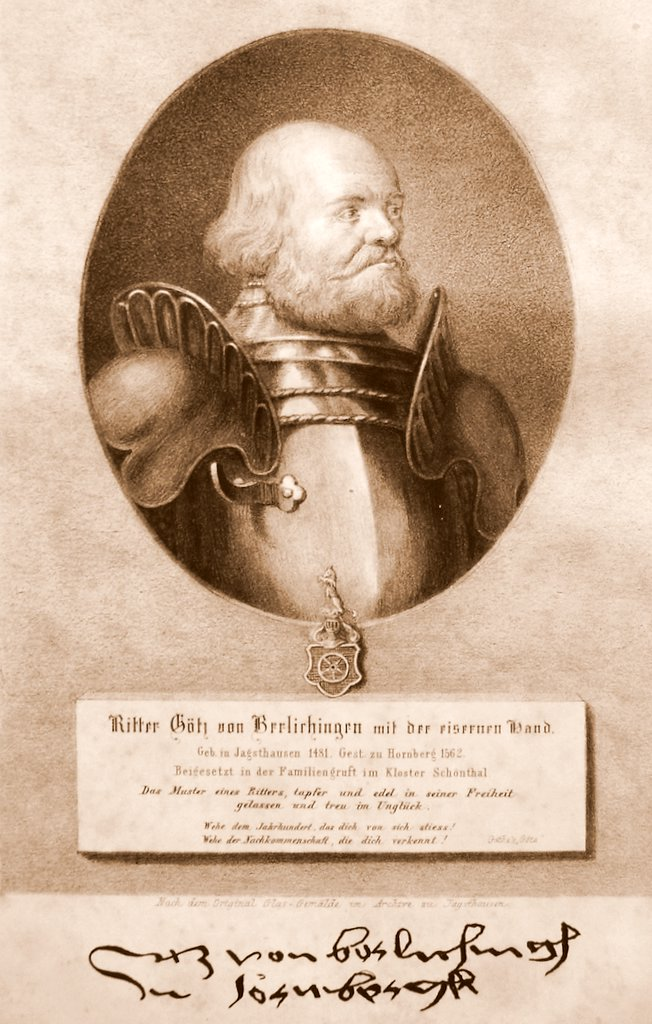
Götz von Berlichingen

- 05. Juli: Johannes Hommel, deutscher evangelischer Theologe, Mathematiker und Astronom (* 1518)
- 23. Juli: Gottfried „Götz“ von Berlichingen zu Hornberg, fränkischer Reichsritter und Vorbild der Hauptfigur in Goethes Schauspiel Götz von Berlichingen (* um 1480)
- 01. August: Virgilius Solis, war Zeichner und Kupferstecher (* 1514)
- 05. September: Katharina Zell, theologische Autorin und Reformatorin (* um 1497)
- 18. September: Andreas Cellarius, deutscher evangelischer Theologe und Reformator (* 1503)
- 19. Oktober: Eggerik Beninga, friesischer Geschichtsschreiber, einer der ersten Staatsmänner Ostfrieslands (* 1490)
- 28. Oktober: George Gordon, 4. Earl of Huntly, Angehöriger des schottischen Hochadels (* 1514)
- 31. Oktober: Augustin Marlorat, französischer Reformator (* 1506)
- 02. November: Gebhard von Mansfeld, Erzbischof von Köln (* 1524)
- 04. November: Hieronymus Besold, deutscher lutherischer Theologe (* um 1500)
- 12. November: Peter Martyr Vermigli, italienischer evangelischer Alttestamentler in Strassburg, Oxford und Zürich (* 1499)
- 17. November: Anton von Bourbon, Titularkönig von Navarra (* 1518)
- 03. Dezember: Simon Pistoris der Jüngere, deutscher Jurist und Kanzler des Herzogtums Sachsen (* 1489)
- 06. Dezember: Jan van Scorel, niederländischer Maler (* 1495)
- 06. Dezember: Garzia de’ Medici, vierter Sohn des Herzogs von Florenz Cosimo I., starb an Malaria (* 1547)
- 07. Dezember: Adrian Willaert, flämischer Komponist und der Begründer der Venezianischen Schule (* 1490)
- 09. Dezember: Johann II., Graf von Rietberg (* nach 1523)
- 14. Dezember: William Grey, 13. Baron Grey de Wilton, englischer Adeliger und General (* um 1509)
- 17. Dezember: Eleonora von Toledo, Herzogin von Florenz (* 1522)
- 19. Dezember: Jacques d’Albon, Seigneur de Saint-André, Marschall von Frankreich (* um 1505)
- 19. Dezember: François II. de Clèves, Herzog von Nevers, Graf von Rethel und Eu (* 1540)
- 27. Dezember: Joachim, Herzog von Münsterberg und Oels (* 1503)

### Genaues Todesdatum unbekannt
- Catharina von Ahlefeldt, Erbherrin von Haseldorf und Haselau
- Mikołaj z Chrzanowa, polnischer Komponist und Organist (* um 1485)